# Microsoft Money
 (septembre 2020).
Si vous disposez d'ouvrages ou d'articles de référence ou si vous connaissez des sites web de qualité traitant du thème abordé ici, merci de compléter l'article en donnant les références utiles à sa vérifiabilité et en les liant à la section « Notes et références ».

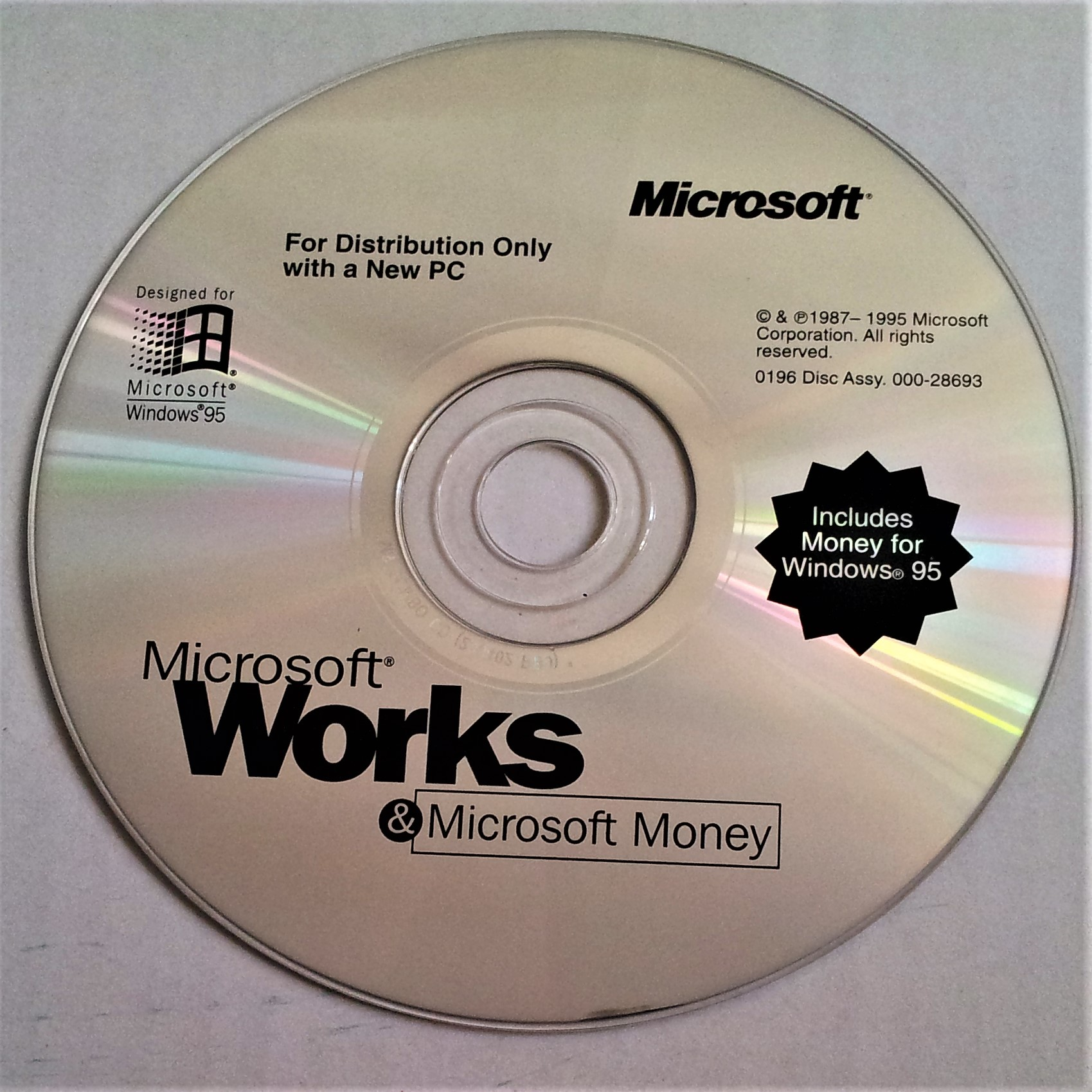
Le CD d'installation de Microsoft Works 4.0 avec Microsoft Money 95

Microsoft Money est un logiciel de gestion financière destiné aux particuliers et aux petites entreprises. 
La première version, Microsoft Money for Windows, a été mise sur le marché le 1er septembre 1991. La dernière version est celle de 2005. En 2008, son éditeur, Microsoft, a annoncé en cesser les mises à jour et la commercialisation le 30 juin 2009,. Depuis mars 2011, Microsoft met ce logiciel gratuitement à disposition des internautes,. 

## Historique des versions
- Microsoft Money 1.0-Edition Standard : Non disponible
- Microsoft Money 2.0-Edition Standard : non disponible
- Microsoft Money 3.0-Edition Standard : non disponible
- Microsoft Money 4.0-Edition Standard / 16 août 1995 / 30 septembre 2002
- Microsoft Money 4.1-Edition Standard (1998)
- Microsoft Money 97-Edition Standard  (Version 5.0)
- Microsoft Money 98-Edition Standard  (Version 6.0) / 25 septembre 1997 / 30 septembre 2002
- Microsoft Money 99-  (Version 7.0) / 29 juillet 1998 / 30 septembre 2002 (Prêt pour l'Euro)

- Money 2000  (Version 8.0)
  - Microsoft Money 2000 Edition Deluxe / 4 octobre 1999 / 31 janvier 2003
  - Microsoft Money 2000 Edition Standard / 4 août 1999 / 31 janvier 2003

- Money 2001  (Version 9.0)
  - Microsoft Money 2001 Edition Deluxe et Entreprise / 11 octobre 2000 / 31 décembre 2003
  - Microsoft Money 2001 Edition Standard / 26 juillet 2000 / 30 septembre 2003

- Money 2002  (Version 10.0)
  - Microsoft Money 2002 Edition Deluxe et Entreprise/ 16 août 2001 / 30 septembre 2004
  - Microsoft Money 2002 Edition Deluxe / 1er août 2001 / 30 septembre 2004
  - Microsoft Money 2002 Edition Standard / 1er août 2001 / 30 septembre 2004
  - Microsoft Money 2002 Suite / 1er août 2001 / 30 septembre 2004

- Money 2003  (Version 11.0)
  - Microsoft Money 2003 Edition Deluxe et Entreprise / 10 octobre 2002 / 31 décembre 2005
  - Microsoft Money 2003 Edition Standard / 10 octobre 2002 / 31 décembre 2005
  - Microsoft Money 2003 Suite / 10 octobre 2002 / 31 décembre 2005

- Money 2004  (Version 12.0)
  - Microsoft Money 2004 Deluxe / 17 septembre 2003 / 10 octobre 2006 (Étendue depuis 30 septembre 2006)
  - Microsoft Money 2004 Premium / 17 septembre 2003 / 10 octobre 2006 (Étendue depuis 30 septembre 2006)
  - Microsoft Money 2004 Small Business / 17 septembre 2003 / 10 octobre 2006 (Étendue depuis 30 septembre 2006)
  - Microsoft Money 2004 Standard / 17 septembre 2003 / 10 octobre 2006 (Étendue depuis 30 septembre 2006)

- Money 2005  (Version 14.0)
  - Microsoft Money 2005 Deluxe / 31 décembre 2004 / 8 janvier 2008 (Étendue depuis 31 décembre 2007)
  - Microsoft Money 2005 Small Business / 31 décembre 2004 / 8 janvier 2008 (Étendue depuis 31 décembre 2007)
  - Microsoft Money 2005 Premium / 31 décembre 2004 / 8 janvier 2008 (Étendue depuis 31 décembre 2007)
  - Microsoft Money 2005 Standard / 31 décembre 2004 / 8 janvier 2008 (Étendue depuis 31 décembre 2007)

- Money 2006  (Version 15.0)
  - Microsoft Money 2006 Deluxe / 1er juillet 2005 / 14 octobre 2008 (Étendue depuis 30 septembre 2008)
  - Microsoft Money 2006 Small Business / 1er juillet 2005 / 14 octobre 2008 (Étendue depuis 30 septembre 2008)
  - Microsoft Money 2006 Premium / 1er juillet 2005 / 14 octobre 2008 (Étendue depuis 30 septembre 2008)
  - Microsoft Money 2006 Standard / 1er juillet 2005 / 14 octobre 2008 (Étendue depuis 30 septembre 2008)

- Money 2007  (Version 16.0)
  - Microsoft Money 2007 Deluxe / 14 septembre 2006 / 13 octobre 2009
  - Microsoft Money 2007 Home and Business / 14 septembre 2006 / 13 octobre 2009
  - Microsoft Money 2007 Premium / 14 septembre 2006  / 13 octobre 2009
  - Microsoft Money Essentials / 5 octobre 2006 / 13 octobre 2009

- Money Plus  (Version 17.0 de 2008)
  - Money Plus Deluxe / 29 novembre 2007 / 12 octobre 2010
  - Money Plus Home and Business / 29 novembre 2007 / 12 octobre 2010
  - Money Plus Premium / 29 novembre 2007 / 12 octobre 2010
  - Money Plus Essentials / 8 novembre 2007 / 12 octobre 2010